# Elisabetta Priante
Elisabetta Priante (Thiene, 26 febbraio 1991) è una giocatrice di squash italiana.
L'8 giugno 2014 ha conquistato a Riccione il titolo di campionessa italiana assoluta.

## Carriera
Ha ottenuto per quattro volte il titolo assoluto del Triveneto.
Con la nazionale giovanile, ha partecipato al campionato europeo juniores a squadre del 2009. Ha partecipato con la nazionale maggiore ai campionati europei senior a squadre del 2012 a Norimberga e nel 2014 a Riccione. Ha partecipato inoltre ai campionati europei per club del 2013.